# Czarni Sosnowiec
KKS „Czarni” Sosnowiec – polski żeński i męski klub piłki nożnej z Sosnowca. Grupa męska została rozwiązana w sezonie 2011/2012 i reaktywowana przed sezonem 2019/2020. Grupa żeńska bierze udział w rozgrywkach ligowych Ekstraligi Kobiet.

## Historia klubu
Klub piłkarski powstał jesienią 1922 r. w Sosnowcu pod nazwą Kolejowy Klub Sportowy „Ruch” Sosnowiec i aktywnie działał od 1924 r. w ramach wielosekcyjnego Koła Sportowego Związku Zawodowego Kolejarzy „Ruch” do lata 1935. Po siedmiu sezonach w klasie A spadł wtedy do klasy B i zaprzestał udziału w rozgrywkach ligowych. W latach międzywojennych posiadał własne boisko przy ulicy Teatralnej, a potem obok dworca kolejowego Sosnowiec Południowy. Po wojnie klub reaktywował się wiosną 1945 r. jako Związek Zawodowy Kolejarzy Sosnowiec. W 1958 r. awansował do III ligi zagłębiowskiej, gdzie występował do końca sezonu 1964/1965. W latach 1965–1968 występował w klasie B, a następnie powrócił do klasy A na dwa sezony. Zimą 1974 r. „Kolejarz” połączył się z „Kotlarzem” Sosnowiec, zyskując od rundy wiosennej miejsce w klasie A, a latem 1976 r. z działającym przy Sosnowieckiej Odlewni Staliwa „Sostal” Górniczym Klubem Sportowym „Czarni”,  który posiadał swoją siedzibę na obiekcie przy ulicy Stanisława Moniuszki, na rogu alei Józefa Mireckiego. Przed sezonem 1976/1977 połączony klub pod nazwą Kolejowy Klub Sportowy „Czarni” przeniesiono na obecny obiekt sportowy przedwojennej „Unii” Sosnowiec, który wykorzystywało po 1945 r. m.in. „Zagłębie”. Stadion otrzymał imię pochodzącego z Sosnowca komentatora piłki nożnej i żużla Jana Ciszewskiego. Piłkarska sekcja męska rozgrywała spotkania ligowe do sezonu 2011/2012, kiedy została rozwiązana, a przed sezonem 2019/2020 została na nowo reaktywowana. Trenerem mężczyzn, którzy występują w sosnowieckiej grupie B, jest Sławomir Chodor.

## Sekcja kobiet
Sekcja piłki nożnej kobiet pod nazwą Górniczy Klub Sportowy „Czarni” Sosnowiec powstała przy zakładzie Sosnowieckiej Odlewni Staliwa „Sostal” we wrześniu 1974 r.. Współzałożycielką i kierowniczką drużyny do 1991 r. była Irena Półtorak, która łączyła funkcje klubowe z kierowaniem piłkarską kobiecą reprezentacją Polski seniorek. Przed sezonem ligowym 1976/1977, na skutek połączenia klubu z „Kolejarzem” Sosnowiec, zespół przystąpił do rozgrywek pod nazwą Kolejarski Klub Sportowy „Czarni” Sosnowiec. W latach 1980–2000 dwunastokrotnie sięgał po tytuł mistrza Polski kobiet, a w latach 1985–2002 jedenastokrotnie po Puchar Polski. W zespole „Czarnych” grały wtedy czołowe polskie futbolistki należące do reprezentacji kraju, wśród których najlepszymi i najbardziej znanymi były Danuta Zgryźniak, Zofia Wojtas, Marzena Jamrozy, Agnieszka Szondermajer, Luiza Pendyk, Barbara Rembiesa, Grażyna Palus, Agnieszka Drozdowska, Jolanta Cubała, Lidia Wypych i Wanda Waniek. W sezonie 2017/2018 zespół prowadzony przez Grzegorza Majewskiego wrócił na podium, zdobywając wicemistrzostwo Polski i dochodząc do finału Pucharu Polski. W sezonach 2018/2019 i 2019/2020 drużyna ponownie dotarła do Finału Pucharu Polski oraz zdobyła brązowy medal Mistrzostw Polski. W sezonie 2020/2021 po 21 latach przerwy Czarni Sosnowiec pod wodzą Sebastiana Stemplewskiego piłkarki odzyskały mistrzostwo Polski, zdobywając równocześnie Puchar Polski. W sezonie 2021/22 13-krotne mistrzynie Polski pod wodzą Łukasza Wojtali wywalczyły Puchar Polski i brązowe medale Mistrzostw Polski. Od marca 2021 r., dzięki pozyskaniu sponsora tytularnego, występują w rozgrywkach ligowych pod nazwą KKS Czarni Antrans Sosnowiec.
Rezerwy drużyny żeńskiej z powodzeniem biorą udział w rozgrywkach III ligi. W klubie funkcjonują  grupy młodzieżowe. W Akademii Piłkarskiej „Czarni” Sosnowiec na chwilę obecną szkoli się około 400 zawodników i zawodniczek w wieku od 4 do 18 lat. Liczba ta jest jednak zmienna, ze względu na duże zainteresowanie i stałe nabory do Akademii.

## Stadion
Obiekt, na którym trenują piłkarze i piłkarki „Czarnych” Sosnowiec, powstał w 1930 r.. Znajduje się przy alei Józefa Mireckiego 31 w Sosnowcu i zarządza nim Miejski Ośrodek Sportu i Rekreacji. Składa się z boiska piłkarskiego o nawierzchni trawiastej o wymiarach 68 x 104 metrów, boiska piłkarskiego o nawierzchni z trawy syntetycznej o wymiarach 90 x 51 metrów wraz z oświetleniem oraz budynku administracyjno-sportowego z szatniami. Stadion wyposażony jest  łącznie w 468 siedzisk dla publiczności.

## Sukcesy
- Mistrzostwo Polski kobiet – (13x) – 1979/80, 1980/81, 1983/84, 1984/85, 1985/86, 1986/87, 1988/89, 1990/91, 1996/97, 1997/98, 1998/99, 1999/2000, 2020/21
- Puchar Polski kobiet – (14x) – 1984/85, 1986/87, 1988/89, 1994/95, 1995/96, 1996/97, 1997/98, 1998/99, 1999/2000, 2000/01, 2001/02, 2020/21, 2021/22, 2024/25

Mistrzostwo Polski kobiet w halowej piłce nożnej pięcioosobowej – (12x) – 1980/81, 1984/85, 1985/86, 1987/88, 1994/95, 1995/96, 1996/97, 1999/2000, 2000/01, 2001/02, 2003/04, 2004/05
- Awans do I ligi wojewódzkiej Juniorów – 2016/17 – Grupa juniorów została rozwiązana w maju 2018 r.

## Wyróżnienie
W 2024 r. Kolejowy Klub Sportowy Czarni Sosnowiec został wyróżniony odznaką “Zasłużony dla Miasta Sosnowca”